# Baena (geslacht)
Baena is een geslacht van uitgestorven baenide schildpadden. Fossielen van Baena zijn gevonden in onder meer de Kirtland-formatie uit het Campanien van New Mexico en de Ravenscrag-formatie uit het  Maastrichtien van Canada.
In 1870 deed de verzamelaar Ferdinand Vandiveer Hayden zijn vriend onderzoeker Joseph Leidy een stuk schild van een fossiele schildpad toekomen. Volgens Hayden was het lokale woord voor 'schildpad' baina. Leidy nam dat eerst over maar veranderde het later tot Baena. De typesoort is Baena arenosa, waarvan de soortaanduiding 'de zandige' betekent, een verwijzing naar de Big Sandy River.
Het holotype is USNM 103. Jongere synoniemen zijn Baena affinis Leidy, 1871, Baena sima Hay, 1908, Baena clara Hay, 1908, Baena riparia Hay, 1908, Baena emilae Hay, 1908 en Baena inflata Gilmore, 1915. Ze zijn benoemd uit het vele materiaal dat toegewezen kan worden. Het holotype is van slechte kwaliteit. Gaffney meende in 1972 dat het geslacht alleen behouden kon worden door aan te nemen dat Baena affinis een jonger synoniem was zodat het materiaal vergeleken kon worden met het holotype daarvan, specimen ANSP 10055.
Gaffney stelde in 1972 dat Baena gigantea Gilmore, 1915 een jonger synoniem was van Chisternon undatum en dat Baena platyplastra Gilmore, 1915 een nomen dubium was. Chisternon undatum is weer een hernoeming van Baena undata Leidy 1871 en Baena hebraica Cope, 1872 is daar weer een jonger synoniem van.
Baena fluviatilis Parks, 1933 is een jonger synoniem van Neurankylus eximius Lambe, 1902.
Baena antiqua Lambe, 1902 werd in 1972 het eigen geslacht Plesiobaena.
Baena cephalica Hay, 1904, werd in 1908 het geslacht Eubaena.
Baena pulchra Lambe, 1906 kreeg het eigen geslacht Boremys.
Baena longicauda Russell, 1934 is een jonger synoniem van Thescelus insiliens Hay, 1908.
Gaffney besprak in 1972 een groot aantal soorten waarvan hij de status onzeker achtte. Het ging om Baena hatcheri Hay, 1901, Baena marshi Hay, 1904, Baena callosa Hay, 1905, Baena hayi Gilmore, 1916, Baena nodosa Gilmore, 1916 en Baena ornata Gilmore, 1935.